# Ley del látigo único
La ley del látigo único  o la reforma del látigo único (en chino: Yi Tiao Bian Fa: 一条鞭法) fue una reforma fiscal de la dinastía Ming promulgada en 1580 por Zhang Juzheng.
La medida buscaba simplificar el complejo código fiscal Ming, cambiando la mayoría de imposiciones hacia el gobierno central - originariamente contribuciones según el uso de la tierra, corveas a cumplir por el campesinado y tributos a nivel de prefecturas y condados - a un pago en plata basado en la población y tierra cultivada en cada prefectura. Por tanto, la reforma redujo los costes de recaudación mientras aumentaba la base imponible.
La unidad de recaudación pasó de ser arroz a plata, lo que implicó un aumento de la importación de plata a China. Esta se trajo inicialmente desde Japón y pronto se empezó a importar desde posesiones europeas. Tras un breve dominio comercial portugués, los españoles pasaron a predominar tras instalarse en las islas Filipinas desde donde podían vender plata de sus colonias en América. Debido a la cantidad de la plata importada, se produjo una inflación que hizo el sistema insostenible y fue una de las causas de la decadencia Ming y del crecimiento del comercio europeo en la región.